# Instytut Polski w Nowym Delhi
Instytut Polski w Nowym Delhi (ang. Polish Institute in New Delhi) – polska placówka kulturalna w stolicy Indii podlegająca Ministerstwu Spraw Zagranicznych RP.
Instytut został założony w czerwcu 2012. Głównym jego zadaniem jest wypełnianie zadań z zakresu dyplomacji publicznej, tj. utrzymywanie dobrych stosunków społecznych, naukowych i kulturalnych między Polską a Indiami. Instytut organizuje wystawy, koncerty, pokazy filmów, promocje książek, przekłady książek, koordynuje wymianę naukową i kulturową. Celem Instytutu jest poszerzanie wiedzy na temat Polski: kultury, sztuki, nauki, historii, gospodarki, polityki, socjologii.
Instytut znajduje się w centrum Delhi, przy Jor Bagh 67, w pobliżu innych ważnych instytucji kultury, jak India Habitat Centre i India International Centre (IIC). Wnętrza siedziby otwartej 20 maja 2015 zaprojektowane zostały przez architekta Macieja Walczynę.

## Dyrektorzy
- ok. 2012–2015 – Anna Tryc-Bromley
- 2015–2016 – Roland Chojnacki[5]
- 2017–2018 – Tomasz Gerlach[6]
- 2018–2021 – Małgorzata Tańska
- 2021–2024 – Kajus Augustyniak
- od 2024 – Małgorzata Wejsis-Gołębiak